# Sphenophyllum
Sphenophyllum Brongn. (1828) es un género de Equisetophyta de porte herbáceo conocido por sus restos fósiles localizados en rocas sedimentarias de varias localidades desde el Devónico superior al Triásico inferior.
Los fósiles conocidos de este género muestran una planta con tallos delgados y largos organizados en nudos y entrenudos. Las hojas de Sphenophyllum se desarrollan a partir de los nudos en verticilos y tienen el limbo de cuneiforme a linear con venación paralela. Las estructuras reproductivas son unos estróbilos estrechos y largos que surgen en posición terminal o a partir de los nudos del tallo y que son denominados Bowmanites y como Sphenophyllostachys. Estos estróbilos están formados por un eje central con varios verticilos de brácteas que se fusionan en su base. En la superficie abaxial de estas brácteas aparecen numerosos esporangióforos portadores de esporangios homospóreos o heterospóreos. A lo largo del tallo y a partir de los nudos se desarrollan raíces adventicias. Estos vegetales probablemente desarrollaban un hábito trepador o rastrero en ecosistemas pantanosos.

## Anatomía
Se desconocen gran parte de los principales aspectos de la morfología de los representantes del género Sphenophyllum debido a que presenta un registro fósil muy incompleto. Los tallos de este vegetal, organizados en nudos y entrenudos como otros representantes de su grupo, son delgados con entre 1,5 y 15 mm de diámetro y pueden alcanzar varios metros de longitud. Los entrenudos poseen una estriación longitudinal característica que se mantiene continua de un entrenudo a otro. Los nudos suelen presentar un leve engrosamiento y se ha observado en algunos de ellos una ramificación lateral única. Las raíces adventicias conocidas aparecen a lo largo del tallo. No presentan la estriación longitudinal característica de los tallos y poseen un cilindro vascular diarco con un bien desarrollado córtex, floema y peridermo.
El cilindro central de los tallos de Sphenophyllum es monostélico con un haz central de xilema primario triarco o hexarco formado por traqueidas reticuladas, escaleriformes o espirales. Cada uno de los brazos de xilema puede desarrollar en los nudos una o dos trazas foliares. Entre los brazos de xilema primario se localizan los haces de protoxilema. El xilema secundario se desarrolla centrípetamente a partir de una capa de cámbium y está formado por traqueidas reticuladas o escaleriformes dispuestas radialmente. El floema está formado por elementos de pared celular delgada y elementos de parénquima correspondientes a haces medulares que también pueden observarse en el xilema. El córtex está formado por una estrecha capa de varias células de grosor y en los ejemplares más gruesos se conoce la presencia de peridermo.
En los nodos de los tallos se localizan las hojas dispuestas en verticilos que generalmente se solapan uno y otro. Las hojas de un mismo verticilo suelen ser del mismo tamaño aunque se han observado ejemplares en los que esta uniformidad no se mantiene. Cada verticilo está formado por 6, 9, 12, 18 hojas o más aunque no siempre múltiplos de 6. Las hojas no se fusionan en su base y mantienen su peciolo bien independizado en el nudo. La forma de las hojas es muy variable. Las más comunes tienen una lámina cuneiforme con la parte más estrecha unida al tallo. Todas las hojas conocidas poseen varios haces de nervios paralelos a su longitud que se originan a partir de una única vena basal que se divide dicótomamente hasta el extremo de las estructuras dentadas. Se conocen también hojas de Sphenophyllum de lámina estrecha con una única vena central longitudinal y hojas estrechas y bifurcadas en su extremo. El borde apical de la lámina suele ser dentado con muy diversas morfologías. Así en Sphenophyllum emarginatum los dientes del borde tienen un perfil redondeado mientras que en Sphenophyllum cuneifolium y Sphenophyllum bisurcatum son agudos. La profundidad de penetración de la mella puede ser diversa también de modo que en Sphenophyllum speciosum y en Sphenophyllum verticillatum apenas se aprecian mientras que en Sphenophyllum myriophyllum son tan profundos que dividen la lámina en tres lóbulos hasta casi su base.

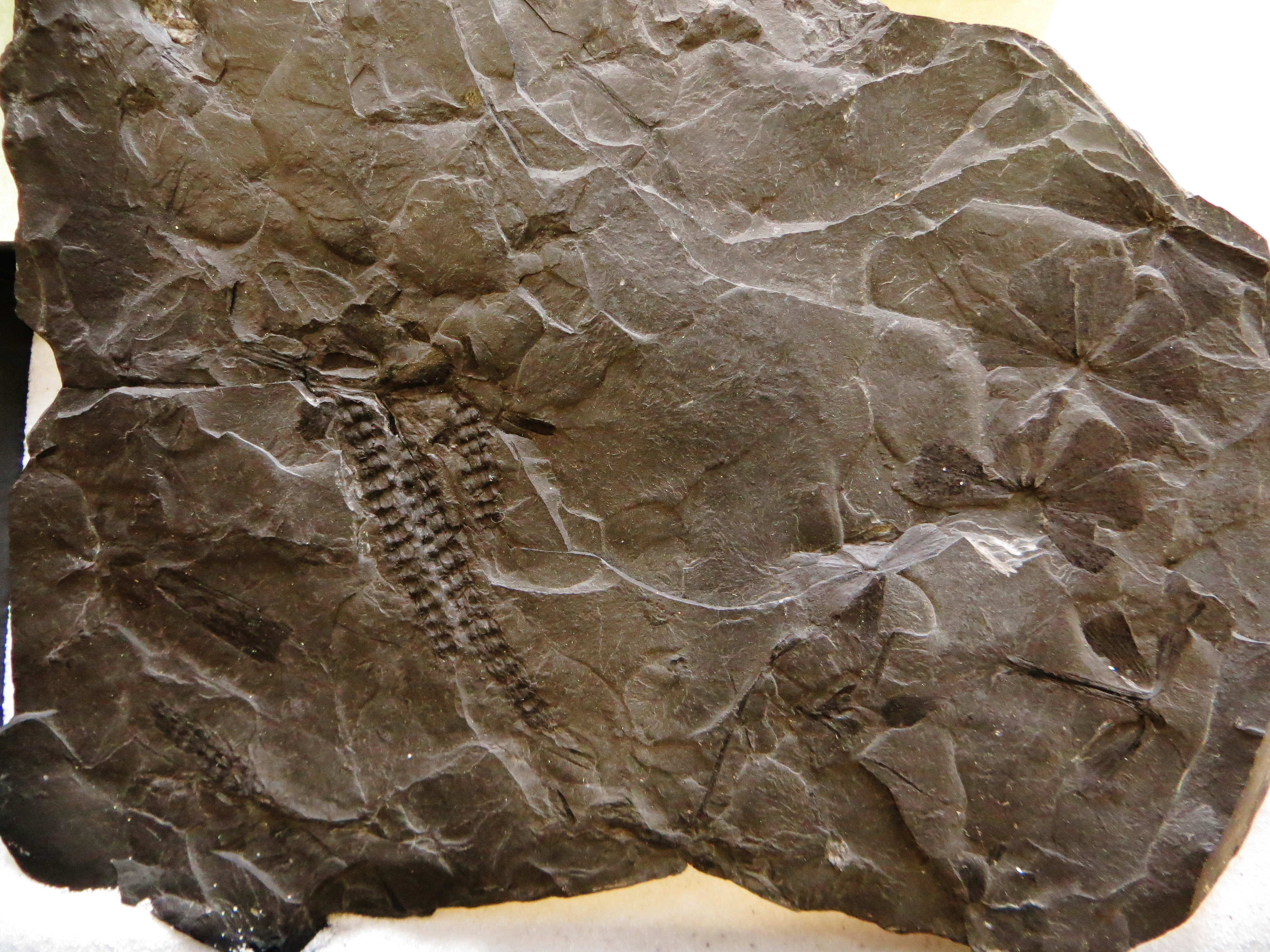
Tallos y hojas de Sphenophyllum verticillatum y estróbilos denominados Sphenophyllostachys verticillata

Las estructuras reproductivas de este grupo son unos estróbilos largos y estrechos de hasta 12 cm de longitud y 12 mm de diámetro. En muchas especies este estróbilo es laxo y poco desarrollado pero en otros están bien definidos y surgen de nudos a partir de un corto eje o se localizan en posición terminal de los tallos. Los estróbilos fósiles aislados de tallos son conocidos con el nombre de Bowmanites y Sphenophyllostachys. Del eje central del estróbilo surgen varios verticilos de brácteas lanceoladas que se fusionan en su base formando un disco continuo. En la superficie superior de estas brácteas se disponen unos esporangióforos isospóreos aunque se ha demostrado que algunas especies eran heterospóreas. Los esporangióforos están formados por un corto eje que se divide en pequeños pedicelos peltados con uno o dos esporangios productores de esporas. En algunas especies el número de esporangios por bráctea es muy alto de modo que en Bowmanites fertile cada eje se divide en entre 14 y 18 pedicelos portadores de dos esporangios. El diámetro de las esporas varía de entre 75 a 125 μm y en Bowmanites delectus, un estróbilo fósil heterospóreo, se conoce la presencia de esporas de 80 μm junto a otras de hasta 800 μm.

## Ecología

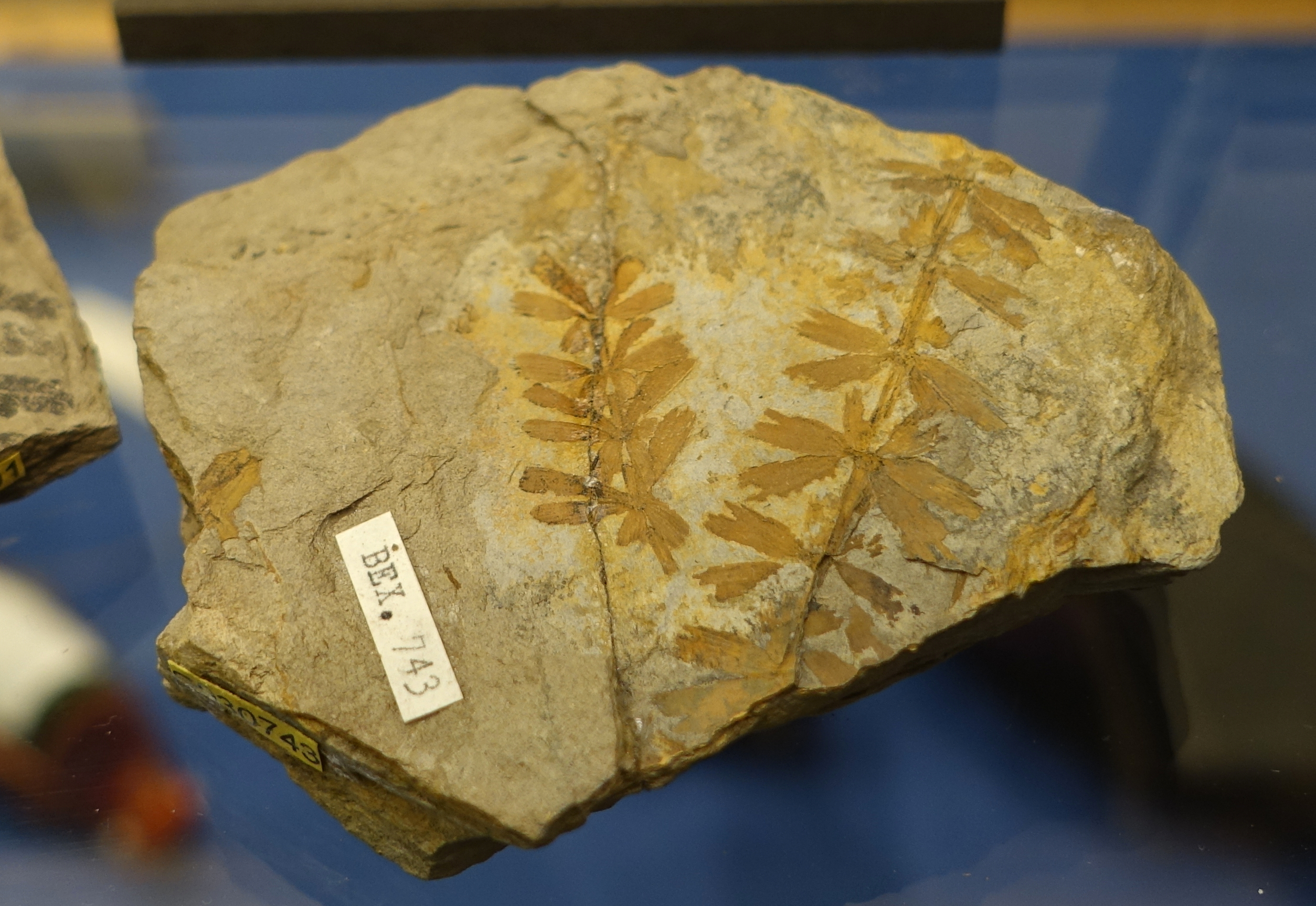
Sphenophyllum oblongifolium.

El género Sphenophyllum se originó a finales del periodo Devónico, momento en el que se conoce la presencia de la especie Sphenophyllum subtenerrimum. El grupo de diversifica notablemente durante el Pérmico y el Carbonífero y sus últimos representantes conocidos alcanzan el Triásico inferior.
La anatomía de estos vegetales, con tallos estrechos y largos, y la presencia de raíces adventicias en varias zonas de los ejes indica que estas especies probablemente desarrollaban un hábito rastrero formando densas matas sobre el suelo de zonas pantanosas o sobre la vegetación de estas regiones. La presencia de varios tipos o morfologías de hojas en un mismo vegetal ha sido, sin embargo, interpretado por muchos autores como una adaptación a vida acuática o semiacuática. No todos los autores admiten el hábito acuático de la planta aunque nindica que si bien la mayor parte del vegetal crecería en tierra las características de su ecosistema podían implicar que algunas partes de él permanecerían en zonas inundadas. Algunos estudios parecen indicar que los extremos dentados de las hojas y varias estructuras mal identificadas de los tallos podrían haber actuado como garfios o espinas que facilitaran el hábito trepador.